# Jan de Quay
Jan Eduard de Quay (Bolduque, 26 de agosto de 1901-Beers, 4 de julio de 1985) fue un político neerlandés, miembro del Partido Popular Católico (KVP). Se desempeñó como primer ministro de los Países Bajos desde el 19 de mayo de 1959 hasta el 24 de julio de 1963.

## Biografía

### Primeros años
Después de asistir a una escuela jesuita en Katwijk, se graduó en psicología en la Universidad de Utrecht en 1926. Al año siguiente recibió un doctorado.
En 1928 fue nombrado profesor de psicotecnología en el colegio católico de educación superior en Tilburg (actual Universidad de Tilburg) y en 1933, profesor de economía empresarial y psicotecnología en la misma institución. Durante la movilización de los Países Bajos antes de la Segunda Guerra Mundial (1939-1940), se convirtió en teniente de la reserva. En julio de 1940 formó el triunvirato de la unión nacionalista neerlandesa con Louis Einthoven y Hans Linthorst Homan. Esta unión fue controvertida porque sus líderes sugirieron una colaboración parcial con los ocupantes alemanes. En agosto de 1940, De Quay inició reuniones secretas con el fascista Frente Nacional para fusionar las dos organizaciones. Durante estas conversaciones, De Quay se denominó a sí mismo fascista, y describió a la Unión como una organización fascista.
En mayo y junio del mismo año fue comisionado del gobierno en el ministerio de asuntos sociales. En este puesto alentó a la población neerlandesa a buscar empleo en Alemania. Desde julio de 1942 hasta junio de 1943 fue internado en Haaren, tras lo cual se ocultó de las autoridades de ocupación. Tras la liberación del área a fines de 1944, se convirtió en presidente de la Junta de Comisionados para la Agricultura, la Industria, el Comercio y el Comercio establecido para restaurar la economía nacional.

### Carrera política
Se desempeñó como ministro de guerra desde el 4 de abril de 1945 hasta el 24 de junio de 1945 en el gabinete de Pieter Sjoerds Gerbrandy. Se convirtió en el comisario de la Reina en la provincia de Brabante Septentrional, ocupando el cargo desde el 1 de noviembre de 1946 hasta el 19 de mayo de 1959. Después de las elecciones generales de 1959, se convirtió en primer ministro. Fue también ministro de defensa en funciones desde el 1 de agosto de 1959 hasta el 4 de septiembre de 1959 tras la renuncia de Sidney J. van den Bergh.
Fue miembro del Senado de los Estados Generales desde el 25 de junio de 1963 hasta el 22 de noviembre de 1966, cuando fue nombrado ministro de transportes, obras públicas y aguas y vice primer ministro en el gabinete provisional de Jelle Zijlstra, desde el 22 de noviembre de 1966 hasta el 5 de abril de 1967. Volvió a ser miembro del Senado entre el 13 de junio de 1967 y el 16 de septiembre de 1969.